# 이미경 (정치인)
이미경(李美慶, 1958년 11월 7일 ~ )은 대한민국의 연구인, 정치인이다.

## 경력
- 고려대학교 정책대학원 정치학 석사
- 이화여자대학교 일반대학원 북한학 박사
- 15대 국회의원 선거 경기도 평택시 갑구 입후보
- 1998년 경기도청 여성정책국장(지방별정 3급)
- 2000년 경기도청 제2청 여성국장
- 2001년 2월 직권면직[1]
- 2004년 수원 팔달에 입후보[2]
- 영통포럼 이사장
- 2012년 17대 국회의원 선거 경기도 수원시 영통구 입후보
- 경기발전 미래연구소 연구원
- 19대 국회의원 총선거 비례대표 입후보
- 2014년 6월 수원시의회 의원[3]

## 수상 경력
- 여성부 장관 표창장
- 노동부 장관 표창장
- 보건복지부 장관 표창장

## 역대 선거 결과
|  | 13.48% |

|  | 2.56% |

|  | 0.22% |

|  | 49.94% |

|  | 42.41% |

|  | 17% |